# Výšinka (usedlost)
Výšinka (Březinka, Wischinka) je zaniklá usedlost v Praze 3-Žižkově, která se nacházela v oblasti ulic Kubelíkova a Krásova.

## Historie
Vinice je v místech Výšinky doložena v 16. století. V tereziánském katastru je jejím držitelem uveden Jan Březina z Birkenwaldu. Na východní straně sousedila s Horní Sklenářkou, na západní s Vendelínkou. Do 80. let 18. století byly na vinici postaveny dvě budovy, které se později nazývaly Dolní a Horní Výšinka.
V 1. polovině 19. století došlo k jejich majetkovému rozdělení. Dolní usedlost zůstala samotou a zanikla po roce 1910 při výstavbě v okolí. Jejím posledním majitelem byl Alfréd Faktor. V Horní Výšince vznikl v 1. polovině 19. století hostinec, jehož posledním vlastníkem byl Bohumil Belz. Hostinec zanikl po roce 1910 ze stejného důvodu jako dolní usedlost.